# NGC 5907
NGC 5907  (även känd som NGC 5906, Kniveggalaxen eller Splittergalaxen) är en spiralgalax, belägen ca 46,5 miljoner ljusår från solsystemet, i stjärnbilden Draken och upptäcktes den 5 maj 1788 av William Herschel. Dess mest anmärkningsvärda egenskaper är dess stora stjärnström och ultraluminösa röntgenkälla.

## Egenskaper
NGC 5907 har en onormalt låg metallicitet och få observerbara jättestjärnor, och är tydligen nästan helt sammansatt av dvärgstjärnor. Den ingår i NGC 5866-gruppen.
NGC 5907 har länge ansetts vara ett prototypiskt exempel på en skev spiral i relativ isolering. År 1998 observerades först en svag ringstruktur, troligen orsakad av en störd dvärggalax, runt galaxen. Detta ifrågasatte antagandet om isolering och antyder att de gravitationella störningar som orsakas av strömmens ursprung kan vara orsaken till skevheten. Sedan, år 2008, tillkännagav ett internationellt team av astronomer närvaro av en utsträckt dubbelslingformad tidvattenström som slingrar sig runt galaxen. Existensen av en del av dessa tidvattenströmmar har nyligen ifrågasatts av några djupare undersökningar, som endast visar en enda knäformad ström i motsats till den fullständiga dubbelslingformade strukturen. Denna kortare ström har en längd på 45 bågminuter på himlen (eller en fysisk storlek på 220 kparsec) och har en ytljusstyrka som sträcker sig från 27,6 mag/bågsekund2 som ljusast till 28,8 som svagast.
En ultraluminös röntgenkälla, NGC 5907 ULX-1, finns i galaxen. Denna källa kallas också en ultraluminös röntgenpulsar (ULXP) eftersom den uppvisar en snabb pulseringseffekt. Denna pulsering har en period på 5,7 dygn och orsakas av en roterande neutronstjärna som kretsar kring en följeslagare med hög massa. Själva neutronstjärnan har en rotationsperiod på 1,13 sekunder och verkar accelerera då dess period tio år tidigare var 1,43 sekunder. Den är en av de ljusaste sådana källorna som hittills (2010) upptäckts med en luminositet över 1 041 erg/s (7 storleksordningar mer ljusstark än solen). Det är värt att notera att dess maximala luminositet är över 1 000 gånger större än Eddington-luminositet för en neutronstjärna.
NGC 5907 och galaxen KUG 1513+566 listas tillsammans som Holm 704 i Erik Holmbergs * A Study of Double and Multiple Galaxies Together with Inquiries into some General Metagalactic Problems*, publicerad 1937.

## NGC 5907-gruppen
NGC 5907 är en del av en grupp galaxer som bär samma namn. NGC 5907-gruppen (även känd som LGG 396) har minst fyra medlemmar, som Messier 102, NGC 5879 och UGC 9776.

## Supernova
En supernova har observerats i NGC 5907: SN 1940A (typ II-L, magnitud 14.3) upptäcktes av Josef J. Johnson den 16 februari 1940.

## Plats
Galaxen syns i stjärnbilden Draken, nära stjärnan Iota Draconis. Den syns på himlen nära den mycket mer avlägsna galaxen NGC 5965. 

## NGC-identifiering
NGC 5907 är också känd som NGC 5906. Detta andra NGC-nummer hänvisar till en svagare del av galaxen som ligger väster om stoftbanan  som registrerades av astronomen och fysikern George Johnstone Stoney den 13 april 1850.

## Galleri

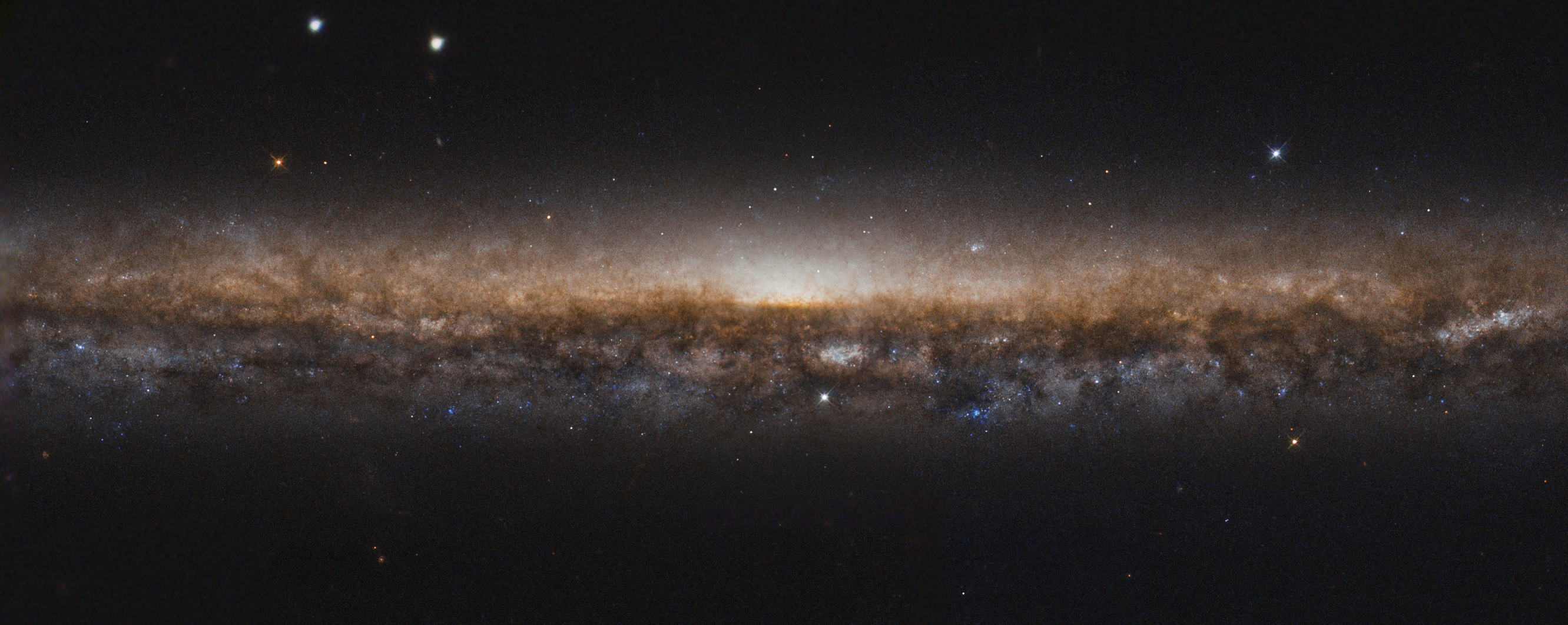
Spiralgalax NGC 5907, avbildad av Hubbleteleskopet.